# FC SKBC
El Football Club Samoa Korean Baptist Church (en español: Club de Fútbol de la Iglesia Coreana Bautista de Samoa), conocido simplemente como FC SKBC, es un club de fútbol de la ciudad de Pago Pago, Samoa Americana, que fue fundado en 2011. Ha conseguido un título en la Liga FFAS en 2013 y la copa del mismo año.

## Futbolistas

### Plantilla 2014
Actualizado al 6 de octubre de 2014.

## Palmarés
- Liga de Fútbol FFAS (1): 2013.
- Copa Presidente FFAS (1): 2013.